# 34890 Vasikaran
34890 Vasikaran è un asteroide della fascia principale. Scoperto nel 2001, presenta un'orbita caratterizzata da un semiasse maggiore pari a 2,4672581 au e da un'eccentricità di 0,0826737, inclinata di 4,14786° rispetto all'eclittica.
L'asteroide è dedicato alla studentessa statunitense Sangita Vasikaran.